# براد دتون
براد دتون (بالإنجليزية: Brad Dutton)‏ هو لاعب كرة قاعدة أسترالي، ولد في 11 مايو 1982 في بريزبان في أستراليا.

## وصلات خارجية
- براد دتون على موقع دوري أستراليا لكرة القاعدة (الإنجليزية)
- براد دتون على موقعبيزبول رفرنس.كوم (الدوري الثانوي) (الإنجليزية)